# Кази Лхендуп Дорджи Кхангсарпа
Кази Лхендуп Дорджи Кхангсарпа (англ. Kazi Lhendup Dorji Khangsarpa; 11 октября, 1904, Пакьёнг, Сикким — 28 июля 2007, Калимпонг, Западная Бенгалия, Индия) — первый премьер-министр Сиккима, занимавший эту должность с момента вхождения Сиккима в состав Индии в 1974 году. Кази является основателем политических партий Сикким праджа мандал (1945) и Сиккимский национальный конгресс (1962), затем влившейся в Индийский национальный конгресс.
Является долгожителем среди руководителей глав государств и правительств. Входит в число 14 глав государств и правительств, проживших более 100 лет.